# Gare d'Iwaki (Fukushima)
La gare d'Iwaki (いわき駅, Iwaki-eki) est une gare ferroviaire de la ville d'Iwaki, dans la préfecture de Fukushima au Japon. Elle est gérée par la compagnie JR East.

## Situation ferroviaire
La gare est située au point kilométrique (PK) 209,4 de la ligne Jōban. Elle marque le début de la ligne Ban'etsu Est.

## Histoire
La gare a été inaugurée le 25 février 1897 sous le nom de gare de Taira. Elle est renommée Iwaki en 1994.

## Service des voyageurs

### Accueil
La gare dispose d'un bâtiment voyageurs, avec guichets, ouvert tous les jours.

### Desserte
- Ligne Jōban :

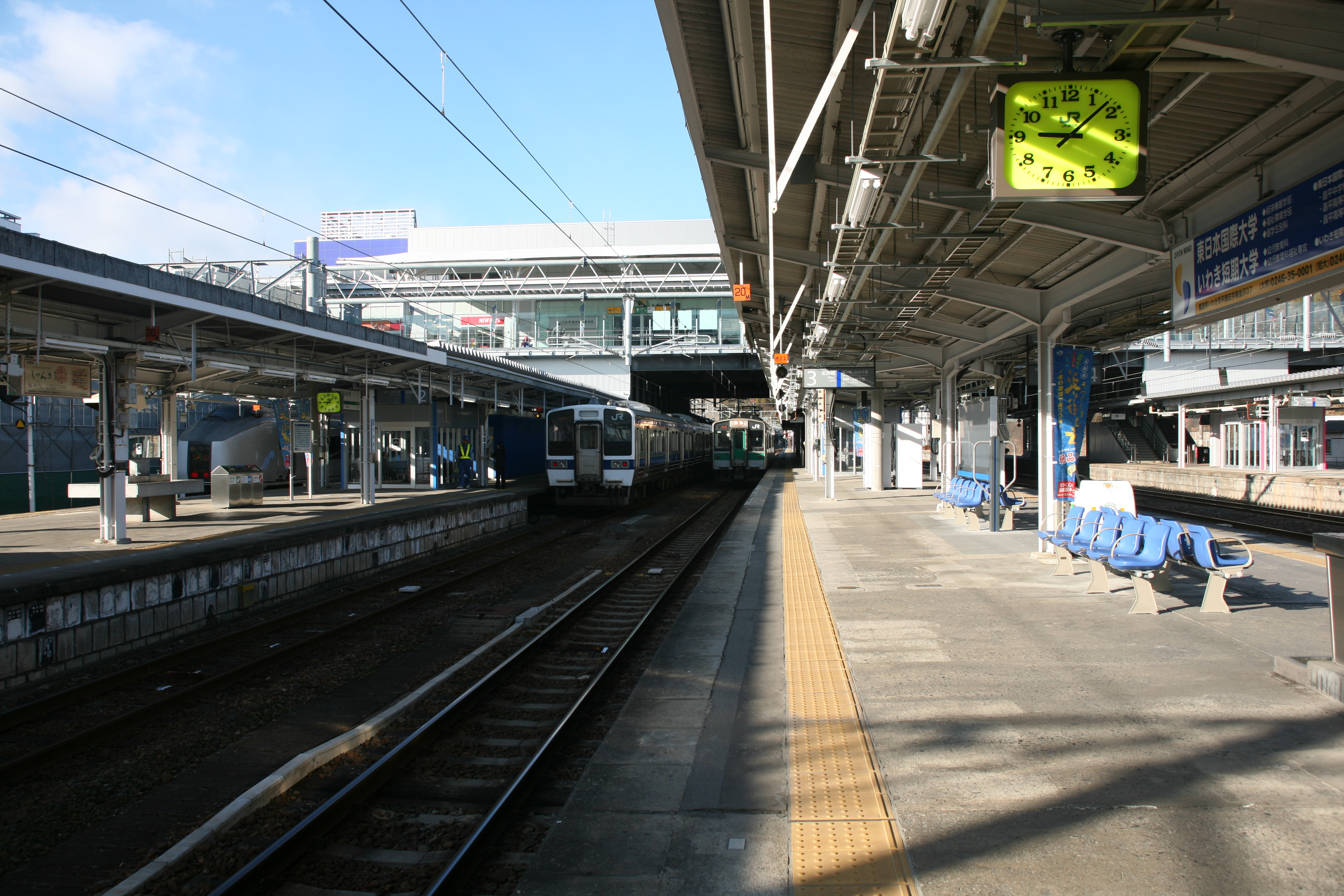
Vue des quais.

  - voie 1, 2, 3 et 5 : direction Hitachi, Mito, Ueno, Tokyo et Shinagawa
  - voies 3 à 5 : direction Tomioka, Haranomachi et Sendai
- Ligne Ban'etsu Est :
  - voies 5 et 6 : direction Kōriyama